# OC Limbaži/MSĢ
OC Limbaži/MSĢ – łotewski zespół siatkarski założony w 2017 roku w ramach współpracy między Centrum Olimpijskim Limbaži (Olimpiskais centrs Limbaži) i Gimnazjum Sportowym w Murjāņi (Murjāņu sporta ģimnāzija). Finalista Pucharu Łotwy w 2018 roku.
OC Limbaži/MSĢ trzykrotnie uczestniczył w lidze bałtyckiej. W sezonie 2017/2018 zajął ostatnie, 14. miejsce, w sezonie 2018/2019 rywalizację zakończył na 10. miejscu na 11 uczestniczących drużyn, natomiast w sezonie 2019/2020 uplasował się ponownie na ostatnim, 9. miejscu.
W 2018 roku awansował do finału Pucharu Łotwy, w którym przegrał z SK Jēkabpils Lūši. W mistrzostwach Łotwy najlepszym wynikiem było 4. miejsce osiągnięte w 2019 roku.
W 2021 roku Murjāņu sporta ģimnāzija zawiązała współpracę z klubem VK Biolars Jelgava, tworząc zespół pod nazwą VK Biolars Jelgava/MSĢ. Od tego momentu OC Limbaži/MSĢ stanowiło drugą drużynę Gimnazjum Sportowego w Murjāņi.
Głównym obiektem sportowym, w którym drużyna rozgrywa swoje mecze domowe, jest Centrum Olimpijskie Limbaži w Limbaži.

## Bilans sezonów
| Sezon     | Rozgrywki ligowe  | Rozgrywki ligowe | Puchar      | Liga bałtycka |
| Sezon     | Poziom            | Miejsce          | Puchar      | Liga bałtycka |
| --------- | ----------------- | ---------------- | ----------- | ------------- |
| 2017/2018 | Mistrzostwa Łotwy | 5/5              | ćwierćfinał | 14/14         |
| 2018/2019 | Mistrzostwa Łotwy | 4/5              | finał       | 10/11         |
| 2019/2020 | Mistrzostwa Łotwy | —                | ćwierćfinał | 9/9           |
| 2020/2021 | Nacionālā Līga    | —                | —           |               |
| 2021/2022 | Nacionālā Līga    | 3/9              |             |               |

Poziom rozgrywek:
     pierwszy poziom
     drugi poziom

## Osiągnięcia
Puchar Łotwy:
- 2. miejsce (1x): 2018